# Старобуянская республика
Старобуянская республика — крестьянское самоуправление, установленное во время Первой русской революции в селе Старый Буян. Просуществовало с 12 до 26 ноября 1905 года.

## История
Центром крестьянского движения Самарского уезда было село Большая Царевщина, имевшее давние революционные традиции: в 1880-х годах там вели пропаганду и организовали кружок народники, в 1902 году — эсеры.

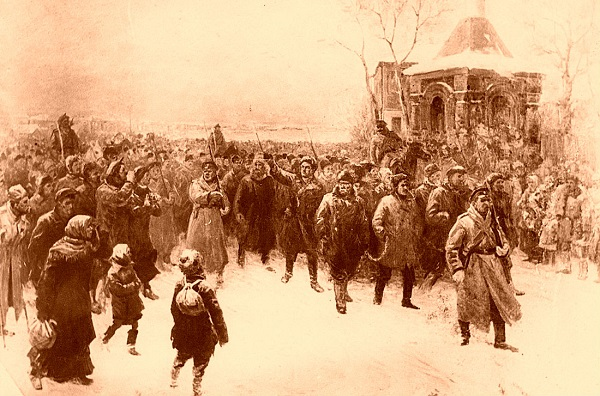

С 1904 года село посещают эсеры и социал-демократы, доставляя крестьянскому кружку нелегальную литературу. Весной 1905 года в Царевщине проходят собрания с жителями окрестных сёл. Летом селяне начали организовывать демонстрации, которые стали к октябрю весьма частыми и многолюдными. Тогда же была сформирована сельская боевая дружина. 23 октября на митинге был организован сбор средств для бастующих рабочих, а затем прошла манифестация. 25 октября лесная удельная стража отказалась продолжать охрану леса, в котором всё чаще можно было встретить крестьян-бунтовщиков.
12 ноября, в ответ на предписание земского начальника направить на волостной сход в село Старый Буян уполномоченных для выбора старшины, 200 вооружённых крестьян из Царевщины под красными флагами и пение революционных песен пошли в село. К вечеру колокольным звоном был созван общий сельский сход, на котором было решено изгнать местные власти и установить самоуправление. 13 ноября был принят «Временный закон по Старо-Буянскому народному самоуправлению», по которому все земли и пастбища до созыва Учредительного собрания поступали в распоряжение волостного народного самоуправления и распределялись уравнительно между крестьянами.

## Законы
В законе было 5 глав. В первой от имени народного съезда Старобуянской волости правительство страны объявлялось незаконным. Признавать следовало только такое правительство, которое избрано на основе всеобщего, равного и тайного голосования без различия пола, национальности и религии.На территории Старобуянской волости тем законом устанавливалось народное самоуправление. Законодательная власть — у народного съезда, который считается состоявшимся, если соберётся не менее 120 человек от 18 лет и старше. Исполнительная власть принадлежит народному правлению. Председателем его избрали крестьянина А.Т. Князева из Большой Царёвщины, его помощником стал Е.Д. Пеннер, секретарём правления — Г.М. Милохов. Оба они из села Старый Буян. Евгений Пеннер был землевладельцем. На сходе он объявил, что снимает с себя звание помещика и передаёт свои 120 десятин земли в общий фонд.
Во второй главе закона подробно излагались обязанности исполнительной и законодательной власти. Все земли, леса и угодья поступали в распоряжение волости. Право на пользование землёй имел всякий, желавший работать на ней с согласия Старобуянского народного съезда. Если земля куплена или арендована «с целью прокормления», а не с целью наживать капитал перепродажей, то такой земледелец должен быть вознаграждён.
Отдельные главы в законе были посвящены работе милиции, народному образованию, церкви. Милиция должна состоять из дружинников. В каждом селе она делится на десятки, которые большинством голосов выбирают себе начальника. В мирное время начальник всей милиции подчиняется председателю народного правления, в военное — становится самостоятельным. Церковные дела решаются только прихожанами храма или мечети.
Народное образование в Старобуянской республике было объявлено «светским и бесплатным во всех школах, как в низших, так и в высших». При каждой школе должен быть совет из учителей и нескольких крестьян, выбранных народным собранием. Если же в волости откроется народный университет, то и члены его совета тоже выбираются народным съездом. 
В законе также говорилось о сельском народном суде, народном банке, типографии, о союзе с окрестными поселениями.
В волости был объявлен "сухой закон", который поддержали все жители новой республики.
Новая власть ввела запрет на самовольную вырубку леса, поскольку его хищническое уничтожение вредило народу. Господские имения жечь запретили, поскольку не видели в этом никакой пользы. Дружинники стали следить в сёлах за порядком.

## Подавление восстания
Попытки самарских властей пресечь восстание не дали результатов: народная милиция отразила попытку полиции разогнать восставших. Старобуянское самоуправление просуществовало всего 13 дней. Крестьяне рассчитывали на поддержку из Самары, но так и не дождались её. Жители окрестных сёл узнали, что волостной центр наполнен казаками, и выступить против царской власти не осмелились. Организаторы Старобуянской республики понимали, что силами одной народной дружины с казаками не справиться. Впрочем, и губернская власть выжидала, когда народ успокоится. Из Москвы приходили  сообщения о вооружённом восстании. В середине декабря царские войска его подавили. Но самарский губернатор до конца года так и не решился схватить организаторов крестьянской республики. Щибраева, Солдатова и Колпакова арестовали только 14 января 1906 года. Затем и Князева. Гусев успел скрыться.